# Raphael Török
David Raphael Török (hebräisch דיוויד רפאל טורוק; * 19. August 1982 in Bad Homburg) ist ein ehemaliger israelisch/deutscher Basketballspieler. Er bestritt sieben Bundesliga-Spiele für Frankfurt.

## Laufbahn
Der in Bad Homburg geborene Török spielte bei verschiedenen Vereinen in Israel und absolvierte Einsätze für Israels Jugendnationalmannschaft, ehe er 2003 zum Bundesligisten Skyliners Frankfurt wechselte. Um zusätzlich Einsatzpraxis zu erhalten, wurde ihm auch eine Lizenz für den Zweitligisten MTV Kronberg ausgestellt. In der Bundesliga bestritt er sieben Kurzeinsätze für Frankfurt und wurde auch im Europapokal eingesetzt. Mit den Hessen gewann er in dieser Saison den deutschen Meistertitel.
Im Oktober 2004 verließ er Frankfurt, spielte kurzzeitig in Ungarn und Spanien, ehe er im Februar 2005 zum TuS Jena in die 2. Basketball-Bundesliga ging.
Ab dem Spieljahr 2005/06 stand er bei bis 2010 bei mehreren spanischen Vereinen der dritten und vierten Liga unter Vertrag.